# Анг (журнал)
Анг (тат. Аң, рус. Сознание) — татарский научно-литературный, общественно-политический иллюстрированный журнал, который издавался в Казани с 15 декабря 1912 по март 1918 гг., интервал выхода номеров, 2 раза в месяц.
Орган книжного издательства «Гасыр».

## История
Журнал был основан 15 декабря 1912 года в Казани, Ахметгараем Хасани, близким другом Габдуллы Тукая. Первым стихотворением опубликованном в журнале, было одноимённый стих Габдуллы Тукая.
Апрельский номер журнала «Анг» 1914 года целиком был посвящен Габдулле Тукаю, который внёс вклад в развитие газеты.
В 1915 году по инициативе редактора, Галимджана Ибрагимова, редакция издала «Альбом изящного искусства» в которою входили репродукции картин Рафаэля, Леонардо да Винчи, Рембрандта, Ивана Айвазовского, Василия Верещагина, Ильи Репина и других известных художников.
Редакция «Анг» создала свой стиль оформления журнала. В нем освещалась театральная и музыкальная жизнь Казани, размещались премьеры постановок и концертов.
В 1916 г. был опубликован цикл статей, посвященных 10-летию татарской прессы.
В марте 1918 года, журнал был закрыт, на тот момент было издано около 123 номеров.

## Известные редакторы
Среди активных редакторов — Ахметгарай Хасани, Галимджан Ибрагимов, Фатих Амирхан, Хади Атласов, Джамал Валиди, Газиз Губайдуллин, Мажит Гафури, Шариф Камал, Карим Тинчурин, Габдулла Тукай.